# あしずり港
あしずり港（あしずりこう）は高知県土佐清水市にある港湾。港湾管理者は高知県。港湾法上の地方港湾に指定されている。また高知県によって二次防災拠点港に指定されている。

## 施設概要

### 主な公共岸壁[2]
- あしずり1号岸壁(- 7.5m)　関西方面へのフェリーが就航していた。
- あしずり2号岸壁(- 5.0m)

## 航路
室戸汽船の神戸 - 甲浦航路を1982年12月に航路延長して神戸 - 甲浦 - あしずり航路とした。1995年1月に阪神淡路大震災の影響で大阪南港発着となった。1998年に明石海峡大橋開通の影響などで第三セクターの高知シーラインが航路を継承したが船舶事故の影響などで2001年12月に航路休止となった。航路を引き継ぐ形で大阪高知特急フェリーがあしずり港まで航路延長した。2004年4月あしずり港までの運航は休止となった。